# Chin Chum
Chin Chum (7 ottobre 1985) è un calciatore cambogiano, di ruolo attaccante.

## Carriera

### Nazionale
Ha esordito in Nazionale nel 2007, giocando 3 partite.